# Стандарты криптографии
Есть множество стандартов, относящихся к криптографии.

## Стандарты шифрования
- Data Encryption Standard (DES, устарел)
- Triple-DES
- Advanced Encryption Standard (AES)
- RSA исходный алгоритм открытого ключа
- OpenPGP
- CipherSaber

## Стандартыхеширования
- MD5 128-bit (устаревающий)
- SHA доступен в вариантах 160 (устарел), 256, 384 и 512-бит
- HMAC
- PBKDF2 (RFC 2898)

## Стандарты цифровой подписи
- Digital Signature Standard (DSS), based on the Digital Signature Algorithm (DSA)
- RSA

## Стандарты инфраструктуры открытых ключей (PKI)
- X.509 Public Key Certificates

## Стандарты беспроводных коммуникаций
- Wired Equivalent Privacy (WEP), заменён WPA
- Wi-Fi Protected Access (WPA), улучшенная версия WEP
- IEEE 802.11i-2004 a.k.a. WPA2, используется AES
- A5/1 и A5/2 шифрование для телефонов в системе GSM

## Американские стандарты (FIPS)
- FIPS PUB 31 Guidelines for Automatic Data Processing Physical Security and Risk Management 1974
- FIPS PUB 46-3 Data Encryption Standard (DES) 1999
- FIPS PUB 73 Guidelines for Security of Computer Applications 1980
- FIPS PUB 74 Guidelines for Implementing and Using the NBS Data Encryption Standard 1981
- FIPS PUB 81 DES Modes of Operation 1980
- FIPS PUB 102 Guideline for Computer Security Certification and Accreditation 1983
- FIPS PUB 112 Password Usage 1985, defines 10 factors to be considered in access control systems that are based on passwords
- FIPS PUB 113 Computer Data Authentication 1985, specifies a Data Authentication Algorithm (DAA) based on DES, adopted by the Department of Treasury and the banking community to protect electronic fund transfers.
- FIPS PUB 140-2 Security Requirements for Cryptographic Modules 2001, defines four increasing security levels
- FIPS PUB 171 Key Management Using ANSI X9.17 (ANSI X9.17-1985) 1992, based on DES
- FIPS PUB 180-4 Secure Hash Standard (SHS) 2012 defines the SHA family
- FIPS PUB 181 Automated Password Generator (APG) 1993
- FIPS PUB 185 Escrowed Encryption Standard (EES) 1994, a key escrow system that provides for decryption of telecommunications when lawfully authorized.
- FIPS PUB 186-2 Digital Signature Standard (DSS) 2000
- FIPS PUB 190 Guideline for the Use of Advanced Authentication Technology Alternatives 1994
- FIPS PUB 191 Guideline for the Analysis of local area network Security 1994
- FIPS PUB 196 Entity Authentication Using Public Key Cryptography 1997
- FIPS PUB 197 Advanced Encryption Standard (AES) 2001
- FIPS PUB 198 The Keyed-Hash Message Authentication Code (HMAC) 2002
- FIPS PUB 202 SHA-3 Standard 2015 defines the SHA-3 hash function

## Стандарты СНГ (ГОСТ)
- ГОСТ 28147-89. Системы обработки информации. Защита криптографическая. Алгоритм криптографического преобразования
- ГОСТ 34.10-2018. Информационная технология. Криптографическая защита информации. Процессы формирования и проверки электронной цифровой подписи
- ГОСТ 34.11-2018. Информационная технология. Криптографическая защита информации. Функция хеширования
- ГОСТ 34.12-2018. Информационная технология. Криптографическая защита информации. Блочные шифры
- ГОСТ 34.13-2018. Информационная технология. Криптографическая защита информации. Режимы работы блочных шифров

## Стандарты Украины (ДСТУ)
- ДСТУ 4145-2002. Информационные технологии. Криптографическая защита информации. Цифровая подпись, основанная на эллиптических кривых. Формирование и проверка
- ДСТУ 7624:2014. Інформаційні технології. Криптографічний захист інформації. Алгоритм симетричного блокового перетворення
- ДСТУ 7564:2014. Інформаційні технології. Криптографічний захист інформації. Функція хешування

## Интернет Requests for Comments (RFCs)
- RFC 4357 Additional Cryptographic Algorithms for Use with GOST 28147-89, GOST R 34.10-94, GOST R 34.10-2001, and GOST R 34.11-94 Algorithms
- RFC 4491 Using the GOST R 34.10-94, GOST R 34.10-2001, and GOST R 34.11-94 Algorithms with the Internet X.509 Public Key Infrastructure
- RFC 5830 GOST 28147-89: Encryption, Decryption, and Message Authentication Code (MAC) Algorithms
- RFC 5831 GOST R 34.11-94: Hash Function Algorithm
- RFC 5832 GOST R 34.10-2001: Digital Signature Algorithm
- RFC 6986 GOST R 34.11-2012: Hash Function
- RFC 7091 GOST R 34.10-2012: Digital Signature Algorithm
- RFC 7801 GOST R 34.12-2015: Block Cipher "Kuznyechik"
- RFC 8891 GOST R 34.12-2015: Block Cipher "Magma"
- RFC 7836 Guidelines on the Cryptographic Algorithms to Accompany the Usage of Standards GOST R 34.10-2012 and GOST R 34.11-2012
- RFC 8133 The Security Evaluated Standardized Password-Authenticated Key Exchange (SESPAKE) Protocol
- RFC 1991 PGP Message Exchange Formats (obsolete)
- RFC 2440 OpenPGP Message Format (obsolete)
- RFC 4880 OpenPGP Message Format
- RFC 5581 The Camellia Cipher in OpenPGP
- RFC 6637 Elliptic Curve Cryptography (ECC) in OpenPGP
- RFC 2015 MIME Security with Pretty Good Privacy (PGP)
- RFC 3156 MIME Security with OpenPGP

## Секретные стандарты
- EKMS NSA's Electronic Key Management System
- FNBDT NSA's secure narrow band voice standard
- Fortezza encryption based on portable crypto token in PC Card format
- STE secure telephone
- STU-III older secure telephone
- TEMPEST prevents compromising emanations

## Другие
- IPsec Virtual Private Network (VPN) and more
- IEEE P1363 covers most aspects of public-key cryptography
- Transport Layer Security (formerly SSL)
- SSH secure Telnet and more
- Content Scrambling System (CSS, the DVD encryption standard, broken by DeCSS)
- Kerberos authentication standard
- RADIUS authentication standard
- ANSI X9.59 electronic payment standard
- Common Criteria Trusted operating system standard
- CRYPTREC Japanese Government’s cryptography recommendations